# Georg Pick
Georg Pick   (Viena, 10 d'agost de 1859 - Theresienstadt, 26 de juliol de 1942) va ser un matemàtic jueu alemany, mort al camp de concentració de Theresienstadt.

## Vida i obra
Pick va estudiar a la universitat de Viena en la qual es va doctorar el 1881. Aquest mateix any va acceptar una plaça de professor ajudant a la universitat de Praga on va ser assistent d'Ernst Mach. El 1888 va passar a ser professor titular en aquest universitat en la que va romandre la resta de la seva carrera acadèmica i de la que va ser degà de la facultat el curs 1901-1902. El 1929, en retirar-se va tornar a Viena, però després de l'Anschluss (1938) va haver de deixar Austria fugint dels nazis i va tornar a Praga. Tot i així fou deportat al camp de Theresienstadt en el que va morir el 1942.
Pick és recordat pel teorema de l'àrea de Pick (1899), que permet conèixer la superfície d'un polígon amb facilitat, i per alguns treballs en anàlisi matemàtica i geometria diferencial. Va establir una forta amistat amb Albert Einstein durant els dos anys que aquest va ser professor a la universitat de Praga (1911-1912).